# سیارک ۹۴۷۹
سیارک ۹۴۷۹ (به انگلیسی: 9479 Madresplazamayo، نامگذاری:2175P-L) نه هزار و چهارصد و هفتاد و نهمین سیارک کشف شده‌است که در ۲۶ سپتامبر ۱۹۶۰ کشف شد.
قدر مطلق سیارک برابر ۱۵٫۱۰ است.